# Careca (football, 1983)
Pour les articles homonymes, voir Careca (homonymie).
Rodrigo Vergilio, plus communément appelé Careca, est un footballeur brésilien né le 13 avril 1983.